# Pheugopedius euophrys
El cucarachero coliliso (Pheugopedius euophrys) es una especie de ave passeriforme de la familia Troglodytidae propia del noroeste de Sudamérica. Su plumaje es mayormente rufo con la cabeza con granjas grises, negras y blancas. Es un habitante de los Andes en el sur de Colombia, Ecuador, y norte de Perú. Su hábitat natural son los bosques montanos tropicales. Los cucaracheros colilisos son considerados especialistas del bambú y viven exclusivamente en cañaverales de chusquea. Su dieta consiste principalmente de insectos, y algunas semillas y bayas.

## Descripción

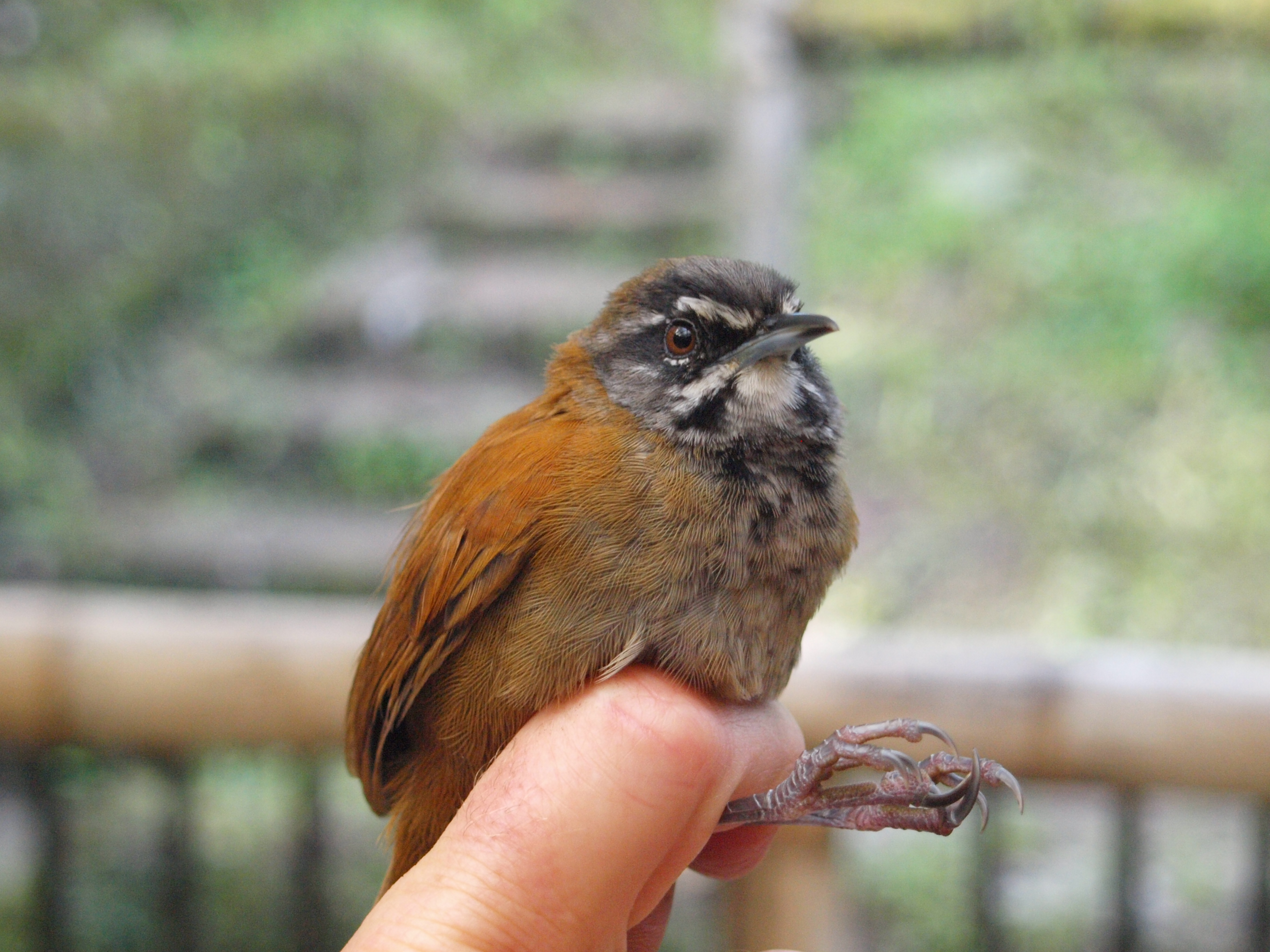
Cucarachero coliliso en Bellavista, Ecuador.

Mide unos 16 cm de largo. Su dorso, alas y cola son rufos, con un ligero tono oliva en la espalda. La zona de su vientre es de un tono ante grisáceo, y su cabeza es gris con listas negras y blancas (listas superciliar, malar, y submalar). El pico es gris y ligeramente curvado. Su cola es corta.
Los cucaracheros colilisos sobre las laderas occidentales de los Andes tienden a tener pintas negras en el pecho, mientras los que habitan sobre las laderas orientales carecen de esta característica.

## Distribución y hábitat
Los cucaracheros colilisos prefieren los cañaverales de chusquea en bosques montanos húmedos tropicales. También suele frecuentar zonas donde se ha erosionado recientemente el terreno tales como deslizamientos, presumiblemente a causa del incremento de la actividad de los insectos. Suele habitar en elevaciones entre 2200 y 3200 m s. n. m. Principalmente se le encuentra en Ecuador, aunque también se le encuentra en el sur de Colombia y norte de Perú.

## Comportamiento

### Dieta
Es una especie principalmente insectívora. Su dieta puede incluir semillas y bayas, pero las mismas no son su fuente primaria de alimento. Se le suele deambulando cerca de las raíces de cañas de chusquea buscando invertebrados.

## Canto
El canto del cucarachero coliliso es repetitivo y ondulante. Los machos y las hembras e inclusive grupos de cucaracheros se unen formando dúos. Los coros a dos voces generalmente toman una forma ABCD, donde el macho contribuye con las frases A y C y la hembra canta durante B y D. Se cree que los coros grupales se usan en defensa mutua del territorio para intimidar a los intrusos. Según muestran las investigaciones, las parejas de esta especie llevan la cooperación un paso más allá de las parejas humanas cuyos integrantes adivinan lo que va a decir su pareja y completan las oraciones. Los machos y las hembras realizan duetos íntimos en los que alternan sílabas tan rápido que suena como si cantara un solo pájaro. Los científicos dirigidos por el Dr. Eric Fortune y la Dra. Melissa Coleman (Claremont College, Claremont CA, EE. UU.) descubrieron que los cerebros de ambas aves procesan el dúo completo, no solo la contribución de cada pájaro. La investigación, informada en la revista Science, incluyó la grabación de duetos cantados por cucaracheros en los bosques de bambú del volcán Antisana de Ecuador.